# Vitamin X
Vitamin X est un groupe de punk hardcore et thrashcore straight edge néerlandais, originaire d'Amsterdam.

## Biographie
Vitamin X est formé en novembre 1996 par les serbes Marco Kovac et Marco Petrovic et le néerlandais Eric Emmerik à Amsterdam. Les quatre membres viennent du mouvement straight edge. Le nom du groupe s'est fait sur un coup de tête ; « vitamin X », en anglais, est un terme argotique qui désigne l'ecstasy. Après quelques semaines, Emmerik devient second guitariste, et le finlandais Johannes Adahl de Soberesponse est recruté comme nouveau batteur. En septembre 1998, le bassiste Petrovic quitte le groupe pour des raisons personnelles. Emmerik se met à la basse et Vitamin X reste un quatuor. En 1999, le russe Alex Koutsman devient leur bassiste, et Emmerik revient à la guitare. Cette formation dure jusqu'en 2001, avant de le départ d'Ådahl et son remplacement par Geert-Jan Davelaar. 
Ils effectuent une tournée américaine au début de 2004. Tout au long de son histoire, le groupe termine plusieurs tournées en Europe, en Amérique du Nord, en Australie, Indonésie, au Japon, au Mexique, aux Philippines et en Russie. Entre 2001 et 2004, ils apparaissent au Furyfest. En 2006, ils font un show à MTV enregistré au Brésil. Leur album Full Scale Assault est produit par Steve Albini. Le magazine Thrasher nomme Tony Trujillo « skateur de l'année ».

## Discographie

### Albums studio
- 2000 : See thru their Lies
- 2002 : Down the Drain
- 2003 : Random Violence (album live, tournée japonaise)
- 2004 : Bad Trip
- 2008 : Full Scale Assault
- 2012 : About to Crack

### EP et splits
- 1998 : Straight Edge Crew (EP)
- 1999 : Once Upon a Time... (EP)
- 2001 : We Came Here for the Fun (EP)
- 2001 : People That Bleed (EP)
- 2003 : split 7" avec Blind Society
- 2005 : Rip It Out (EP)